# Provincia de Téramo
Téramo (en italiano Provincia di Teramo) es una provincia de la región de Abruzzo, en Italia. Su capital es la ciudad de Téramo.
Tiene un área de 1948 km², y una población total de 287.331 hab. (2001). Hay 47 municipios en la provincia (fuente: ISTAT, véase este enlace).

## Municipios
La provincia de Téramo cuenta con 47 comuni (municipios). Estos son:
| Municipio                     | Población (2006) |
| ----------------------------- | ---------------- |
| Téramo                        | 53.263           |
| Roseto degli Abruzzi          | 24.044           |
| Giulianova                    | 22.383           |
| Martinsicuro                  | 15.639           |
| Silvi                         | 15.329           |
| Pineto                        | 14.178           |
| Alba Adriatica                | 12.174           |
| Atri                          | 11.245           |
| Sant'Egidio alla Vibrata      | 9.415            |
| Mosciano Sant'Angelo          | 8.814            |
| Montorio al Vomano            | 8.061            |
| Tortoreto                     | 7.836            |
| Campli                        | 7.522            |
| Bellante                      | 7.283            |
| Castellalto                   | 7.231            |
| Notaresco                     | 6.873            |
| Civitella del Tronto          | 5.402            |
| Sant'Omero                    | 5.398            |
| Isola del Gran Sasso d'Italia | 4.961            |
| Nereto                        | 4.850            |
| Corropoli                     | 4.195            |
| Colonnella                    | 3.495            |
| Morro d'Oro                   | 3.468            |
| Torricella Sicura             | 2.724            |
| Cellino Attanasio             | 2.658            |
| Controguerra                  | 2.491            |
| Basciano                      | 2.490            |
| Castiglione Messer Raimondo   | 2.398            |
| Colledara                     | 2.250            |
| Bisenti                       | 2.061            |
| Ancarano                      | 1.896            |
| Cermignano                    | 1.881            |
| Canzano                       | 1.861            |
| Penna Sant'Andrea             | 1.714            |
| Castilenti                    | 1.615            |
| Crognaleto                    | 1.537            |
| Tossicia                      | 1.474            |
| Castelli                      | 1.274            |
| Torano Nuovo                  | 1.664            |
| Montefino                     | 1.159            |
| Valle Castellana              | 1.158            |
| Arsita                        | 961              |
| Cortino                       | 774              |
| Rocca Santa Maria             | 632              |
| Castel Castagna               | 540              |
| Fano Adriano                  | 419              |
| Pietracamela                  | 300              |